# Віктор Осімген
Віктор Осімген (англ. Victor Osimhen; нар. 29 грудня 1998, Лагос) — нігерійський футболіст, нападник турецького клубу «Галатасарай» та збірної Нігерії.

## Клубна кар'єра
Після вдалого виступу на Кубку світу серед 17-річних 2015 року, де Осімген став найкращим бомбардиром, юного нападника підписав німецький «Вольфсбург». У основному складі якого і дебютував 2017 року та провів півтора сезони, взявши участь у 15 матчах чемпіонату. 
До складу клубу «Шарлеруа» приєднався 2018 року на правах оренди. За сезон відіграв за команду з Шарлеруа 34 матчі в національному чемпіонаті, в яких забив 19 м'ячів.
У липні 2019 «Шарлеруа» викупив контракт Осімгена, однак уже в серпні перепродав його до «Лілля» за 12 мільйонів євро. У «Ліллі» Осімген став основним нападником та з 13 голами ввійшов до п'ятірки найкращих бомбардирів Ліги 1 2019/20, загалом відзначившись 18 забитими м'ячами в 38 матчах у всіх змаганнях.
31 липня 2020 року нігерієць підписав чотирирічний контракт з італійським «Наполі». Трансфер обійшовся італійцям у 70 мільйонів євро (плюс можливі 10 мільйонів євро у вигляді бонусів), що зробило нігерійця найдорожчим придбанням в історії «Наполі».
3 вересня 2024 року на правах оренди перейшов до турецького клубу «Галатасарай». 14 березня 2025 року в переможному матчі 4–0 проти «Антальяспор» відзначився хет-триком. За підсумками чемпіонату став найкращим бомбардиром чемпіонату Туреччини маючи в активі 26 забитих м'ячів.
30 липня 2025 року підписав з турецьким клубом «Галатасарай» повноцінний контракт.

## Виступи за збірні
2015 року дебютував у складі юнацької збірної Нігерії, взяв участь у 7 іграх на юнацькому рівні, відзначившись 10 забитими голами.
2015 року залучався до складу молодіжної збірної Нігерії. На молодіжному рівні зіграв у 4 офіційних матчах, забив 1 гол.
2017 року дебютував в офіційних матчах у складі національної збірної Нігерії.

## Титули і досягнення
- Чемпіон Італії (1):

«Наполі»: 2022–23
- Володар Кубка Туреччини (1):

«Галатасарай»: 2024–25
- Чемпіон Туреччини (1):

«Галатасарай»: 2024–25
- Найкращий бомбардир Серії A: 2022–23 (26)
- Найкращий бомбардир чемпіонату Туреччини: 2024–25 (26)

Збірні
- Чемпіон світу (U-17): 2015
- Чемпіон Африки (U-23): 2015
- Бронзовий призер Кубка африканських націй: 2019